# 서양 (전한)
서양(徐讓, ? ~ ?)은 전한 말기의 관료로, 자는 자장(子張)이며, 낭야군 사람이다.

## 행적
원연 원년(기원전 12년), 하남태수에서 좌풍익으로 승진하였으나 4년 후 면직되었다.

## 출전
- 반고, 《한서》 권19하 백관공경표 下

| 전임 방진 | 전한의 좌풍익 기원전 12년 ~ 기원전 8년 | 후임 수의 |